# Бомбейские беспорядки
Бомбейские беспорядки — серия массовых столкновений, произошедших в Бомбее (ныне Мумбаи) в штате Махараштра с декабря 1992 года по январь 1993 года. По разным оценкам, было убито около 900 человек, преимущественно мусульман. Беспорядки были вызваны обострением межрелигиозной напряжённости после массовых протестов мусульман в ответ на снос мечети Бабри индуистскими активистами (карсевак) в Айодхье, а также ответной реакцией индуистского населения на вопрос строительства храма Рамы.
Считается, что к организации беспорядков была причастна партия Шив сена — индуистская националистическая партия, действующая в штате Махараштра. Один из высокопоставленных сотрудников спецслужб позже заявил, что полиция была полностью осведомлена о способности Шив сены совершать акты насилия, а также о её подстрекательстве к ненависти по отношению к мусульманам.
Историк Барбара Меткалф охарактеризовала эти события как антимусульманский погром. Согласно официальным данным, погибло 575 мусульман, 275 индуистов и 50 человек других вероисповеданий.
Беспорядки предшествовали серии терактов в Бомбее в марте 1993 года.

## В популярной культуре
Беспорядки были изображены в нескольких фильмах:
- Они являются ключевым элементом сюжета фильма 1995 года «Бомбей», где главные герои, мусульманская жена и её индуистский муж, оказываются разлучены с детьми во время беспорядков.
- Фильм «Чёрная пятница» (2004) рассказывает о событиях, предшествующих беспорядкам, и последствиях, приведших к взрывам в Бомбее в 1993 году.
- Насилие также играет важную роль в сюжете фильма «Миллионер из трущоб» (2008). Мать главного героя Джамала Малика погибает в беспорядках, и он позже говорит: «Если бы не Рама и Аллах, моя мама была бы жива».